# 东戌站
东戌站是位于河北省涉县西戌镇的一个铁路车站，邮政编码56403。车站建于1971年，有邯长铁路经过该站，现已停止办理客货运业务，车站及其上下行区间均已电气化。车站距离邯郸站89公里，隶属北京铁路局，是四等站。